# Marin Ceaușescu
Marin Ceaușescu (1916 Potcoava – 28. prosince 1989 Vídeň) byl rumunský ekonom, diplomat a starší bratr diktátora Nicolaea Ceaușescua.
Vystudoval Akademii ekonomických studií (ASE) v Bukurešti. Krátce po nástupu svého bratra k moci (1965) byl jmenován vedoucím hospodářské agentury SSSR v Praze. Od roku 1974 vedl ekonomické zastoupení Rumunska ve Vídni.
Údajně pro svého bratra zprostředkoval převod milionů amerických dolarů na bankovní účty ve Švýcarsku.
Rakouský ministr vnitra Franz Loschnak uvedl, že rakouská policie má podezření, že byl agentem Securitate.
Dne 28. prosince 1989, tři dny po popravě Nicolaea Ceaușescua, byl za podezřelých okolností nalezen oběšený ve sklepě rumunského velvyslanectví ve Vídni. Podle policie spáchal sebevraždu. Tělo objevil Radu Dochioiu alias Rudy Rusch.
Zanechal po sobě dvě dcery, Mihaelu a Gabrielu.